# Referendum im Iran 1953

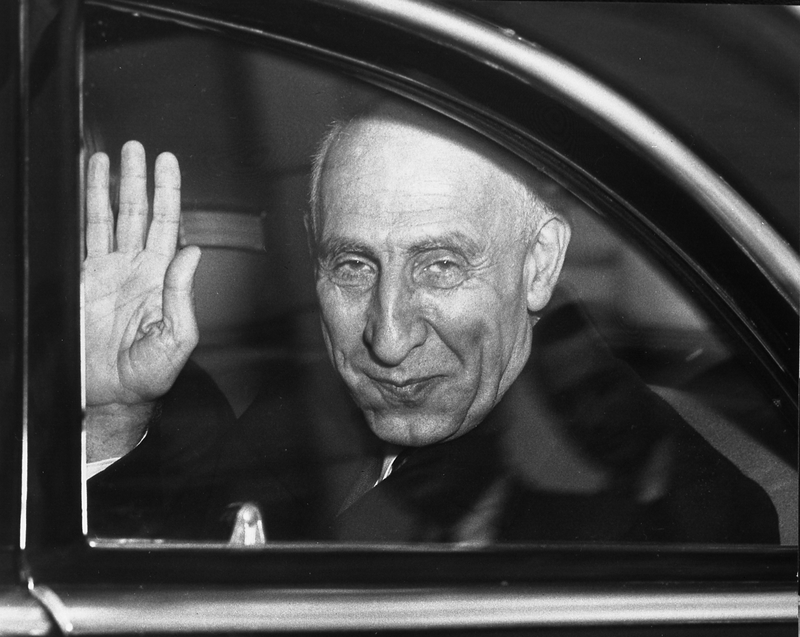
Mohammad Mossadegh, 1951

Das Referendum im Iran 1953 war das erste Referendum des Iran. Mohammad Mossadegh, der damalige Premierminister des Iran, forderte am 3. August 1953 zu einem Referendum auf, um das Volk über die Auflösung des Parlaments entscheiden zu lassen. Er stand mit dem Schah Mohammad Reza Pahlavi und dem Parlament in Konflikt um die Verlängerung seiner erweiterten Befugnisse.

## Ergebnis und Folgen
|          | Stimmen   | %     |
| -------- | --------- | ----- |
| Ja       | 2.043.389 | 99,94 |
| Nein     | 1.207     | 0,06  |
| ungültig | 4         | 0,00  |
| Summe    | 2.044.600 | 100 % |

Das Referendum, nach der iranischen Verfassung nicht vorgesehen, wurde nicht nur von Mossadeghs Gegnern, sondern auch von befreundeten Politikern kritisiert. So waren die Vorschriften für eine geheime Abstimmung dadurch nicht eingehalten worden, dass die „ja-Stimmen“ in einem anderen Wahllokal abgegeben werden mussten als die „nein-Stimmen“. Dadurch wurde für jedermann offensichtlich, wer mit „nein“ abstimmen wollte. Vor den Wahllokalen für „nein-Stimmen“ hatten sich zudem Mossadegh-Anhänger versammelt, die die Wähler, die gegen die Auflösung des Parlaments stimmen wollten, bedrohten.
Mossadegh erklärte nach dem Referendum in einer Radioansprache, dass das Parlament aufgrund des Ergebnisses der Volksabstimmung seine Legitimität verloren habe. Mossadegh erhoffte sich bei den anstehenden Neuwahlen eine überwältigende Mehrheit. Kermit Roosevelt jr. von der CIA und der US-Botschafter Loy W. Henderson „bearbeiteten“ daraufhin den Schah, die Operation Ajax anlaufen zu lassen.